# Dammarie
Pour les articles homonymes, voir Dammarie (homonymie).
Dammarie est une commune française située dans le département d'Eure-et-Loir en région Centre-Val de Loire.

## Géographie

### Situation
Dammarie est situé sur la route départementale 935, à 10 km au sud de Chartres, 100 km de Paris et à 4 km de la route nationale 10 et de l'autoroute A11, l'Océane.
Dammarie est composé du bourg principal et de cinq hameaux : Vovelles, Ormoy, Villemain, Concrez et Bois de Mivoye, ce dernier étant également pour une petite partie sur la commune de Mignières.

### Communes limitrophes
| Ver-lès-Chartres Thivars  | Corancez         | Berchères-les-Pierres |
| Mignières                 | Dammarie         | Theuville             |
| La Bourdinière-Saint-Loup | Fresnay-le-Comte | Pézy Boncé            |

### Climat
Pour des articles plus généraux, voir Climat du Centre-Val de Loire et Climat d'Eure-et-Loir.
En 2010, le climat de la commune est de type climat océanique dégradé des plaines du Centre et du Nord, selon une étude du CNRS s'appuyant sur une série de données couvrant la période 1971-2000. En 2020, Météo-France publie une typologie des climats de la France métropolitaine dans laquelle la commune est exposée à un climat océanique altéré et est dans la région climatique  Sud-ouest du bassin Parisien, caractérisée par une faible pluviométrie, notamment au printemps (120 à 150 mm) et un hiver froid (3,5 °C).
Pour la période 1971-2000, la température annuelle moyenne est de 10,4 °C, avec une amplitude thermique annuelle de 14,5 °C. Le cumul annuel moyen de précipitations est de 632 mm, avec 10,6 jours de précipitations en janvier et 7,6 jours en juillet. Pour la période 1991-2020, la température moyenne annuelle observée sur la station météorologique de Météo-France la plus proche, sur la commune de Sours à 11 km à vol d'oiseau, est de 11,6 °C et le cumul annuel moyen de précipitations est de 587,6 mm,. Pour l'avenir, les paramètres climatiques de la commune estimés pour 2050 selon différents scénarios d'émission de gaz à effet de serre sont consultables sur un site dédié publié par Météo-France en novembre 2022.

## Urbanisme

### Typologie
Au 1er janvier 2024, Dammarie est catégorisée commune rurale à habitat dispersé, selon la nouvelle grille communale de densité à 7 niveaux définie par l'Insee en 2022.
Elle est située hors unité urbaine. Par ailleurs la commune fait partie de l'aire d'attraction de Chartres, dont elle est une commune de la couronne,. Cette aire, qui regroupe 117 communes, est catégorisée dans les aires de 50 000 à moins de 200 000 habitants,.

### Occupation des sols
L'occupation des sols de la commune, telle qu'elle ressort de la base de données européenne d’occupation biophysique des sols Corine Land Cover (CLC), est marquée par l'importance des territoires agricoles (98,4 % en 2018), une proportion sensiblement équivalente à celle de 1990 (98,8 %). La répartition détaillée en 2018 est la suivante : 
terres arables (96,8 %), zones agricoles hétérogènes (1,6 %), zones urbanisées (1,5 %), forêts (0,1 %). L'évolution de l’occupation des sols de la commune et de ses infrastructures peut être observée sur les différentes représentations cartographiques du territoire : la carte de Cassini (XVIIIe siècle), la carte d'état-major (1820-1866) et les cartes ou photos aériennes de l'IGN pour la période actuelle (1950 à aujourd'hui).

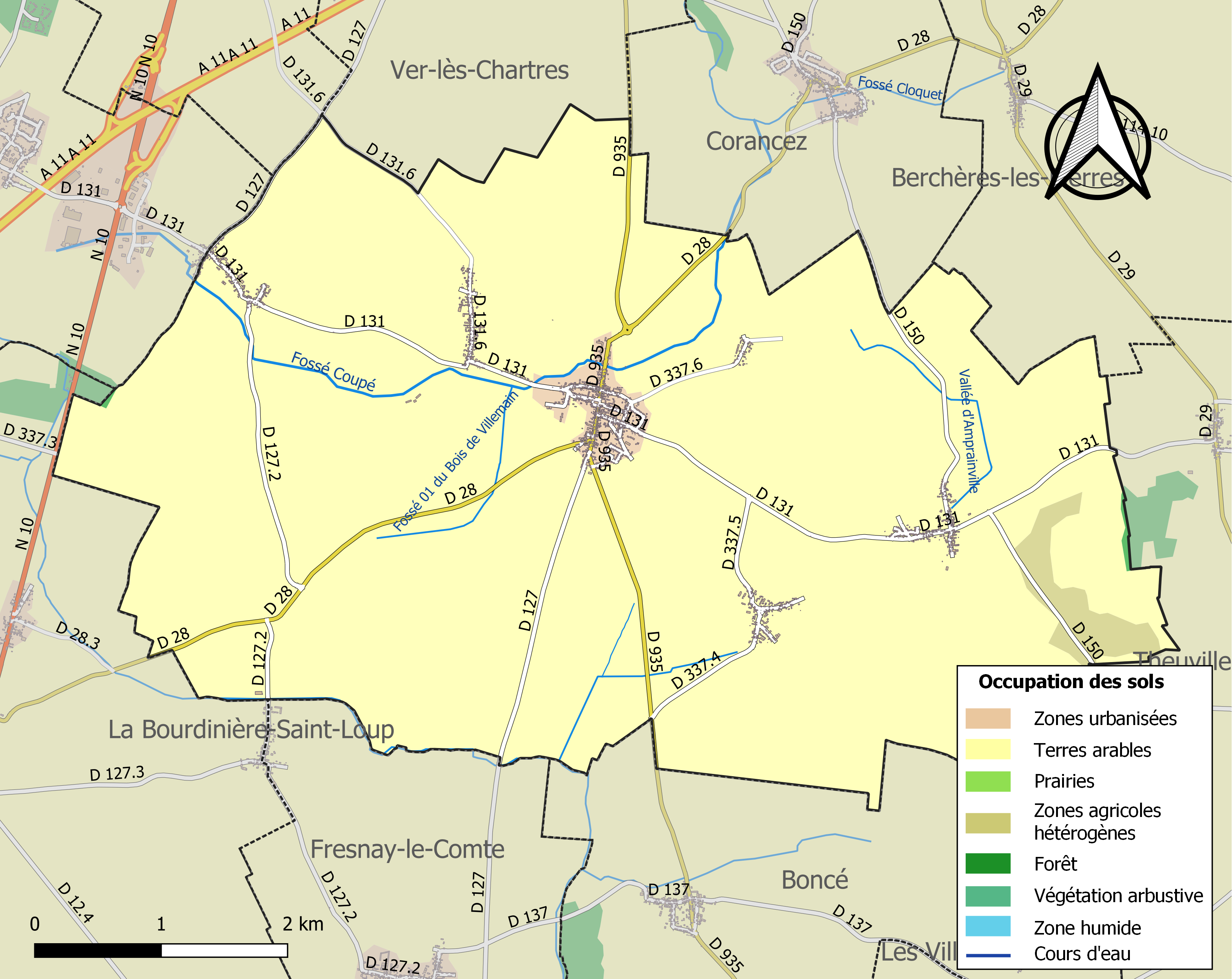
Carte des infrastructures et de l'occupation des sols de la commune en 2018 (CLC).

### Risques majeurs
Le territoire de la commune de Dammarie est vulnérable à différents aléas naturels : météorologiques (tempête, orage, neige, grand froid, canicule ou sécheresse), inondations, mouvements de terrains et séisme (sismicité très faible). Il est également exposé à un risque technologique, le transport de matières dangereuses. Un site publié par le BRGM permet d'évaluer simplement et rapidement les risques d'un bien localisé soit par son adresse soit par le numéro de sa parcelle.

#### Risques naturels
Certaines parties du territoire communal sont susceptibles d’être affectées par le risque d’inondation par débordement de cours d'eau, notamment La commune a été reconnue en état de catastrophe naturelle au titre des dommages causés par les inondations et coulées de boue survenues en 1999 et 2001,.

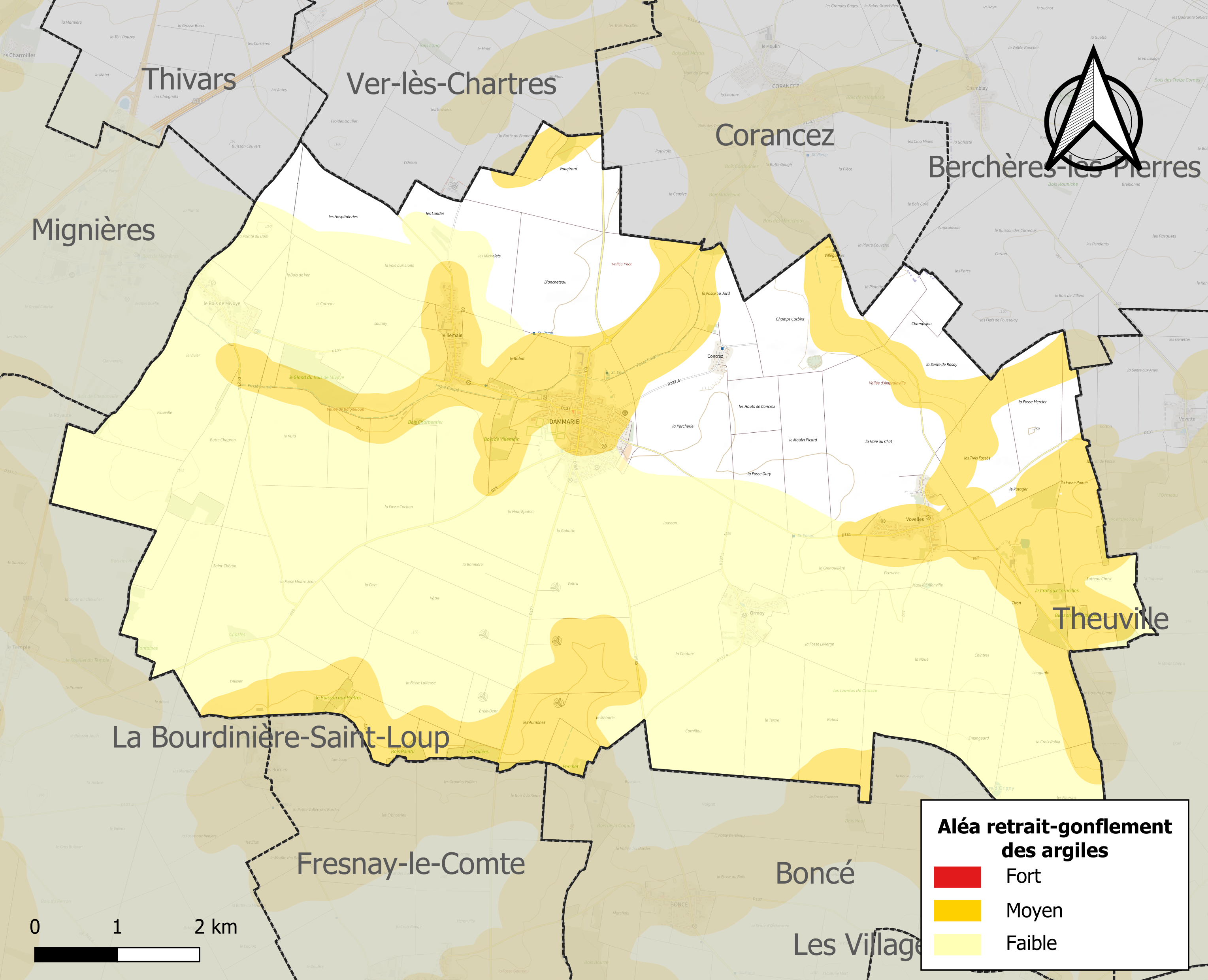
Carte des zones d'aléa retrait-gonflement des sols argileux de Dammarie.

Les mouvements de terrains susceptibles de se produire sur la commune sont des affaissements et effondrements liés aux cavités souterraines. L'inventaire national des cavités souterraines permet de localiser celles situées sur la commune.
Le retrait-gonflement des sols argileux est susceptible d'engendrer des dommages importants aux bâtiments en cas d’alternance de périodes de sécheresse et de pluie. 25,4 % de la superficie communale est en aléa moyen ou fort (52,8 % au niveau départemental et 48,5 % au niveau national). Sur les 635 bâtiments dénombrés sur la commune en 2019, 380 sont en aléa moyen ou fort, soit 60 %, à comparer aux 70 % au niveau départemental et 54 % au niveau national. Une cartographie de l'exposition du territoire national au retrait gonflement des sols argileux est disponible sur le site du BRGM,.
Concernant les mouvements de terrains, la commune a été reconnue en état de catastrophe naturelle au titre des dommages causés par la sécheresse en 2018 et par des mouvements de terrain en 1999.

#### Risques technologiques
Le risque de transport de matières dangereuses sur la commune est lié à sa traversée par des infrastructures routières ou ferroviaires importantes ou la présence d'une canalisation de transport d'hydrocarbures. Un accident se produisant sur de telles infrastructures est en effet susceptible d’avoir des effets graves au bâti ou aux personnes jusqu’à 350 m, selon la nature du matériau transporté. Des dispositions d’urbanisme peuvent être préconisées en conséquence.

## Toponymie
Le nom de la localité est attesté sous les formes Domna Maria dès 1079, Dampmarie en 1623.
Au IVe siècle, la cité des Carnutes édifie une "maison d'église" sous l'autorité du 1er évêque de Chartres et se place sous la protection de "Notre Dame Marie".
La sainte patronne de l'église du bourg est « Notre-Dame ». Dammarie est donc un hagiotoponyme caché, qui peut être mis en évidence par la graphie « Dame Marie (mère de Jésus) ».

## Histoire

### Époque contemporaine

#### XXesiècle
Entre le 29 janvier et le 8 février 1939, plus de 2 000 réfugiés espagnols fuyant l'effondrement de la république espagnole devant les troupes de Franco, arrivent en Eure-et-Loir. Devant l'insuffisance des structures d'accueil (le camp de Lucé et la prison de Châteaudun rouverte pour l’occasion), 53 villages sont mis à contribution, dont Dammarie. Les réfugiés, essentiellement des femmes et des enfants (les hommes sont désarmés et retenus dans le sud de la France), sont soumis à une quarantaine stricte, vaccinés, le courrier est limité, le ravitaillement, s'il est peu varié et cuisiné à la française, est cependant assuré. Une partie des réfugiés rentrent en Espagne, incités par le gouvernement français qui facilite les conditions du retour, mais en décembre, 922 ont préféré rester et sont rassemblés à Dreux et Lucé.

## Politique et administration

### Liste des maires
| Période                                  | Période   | Identité          | Étiquette | Qualité                     |
| ---------------------------------------- | --------- | ----------------- | --------- | --------------------------- |
| Les données manquantes sont à compléter. |           |                   |           |                             |
| avant 1988                               | ?         | Maurice Jeuffroy  |           |                             |
| mars 2001                                | mars 2008 | Michel Labadie    |           |                             |
| mars 2008                                | En cours  | Annick Lhermitte, |           | Retraitée de l'enseignement |

## Population et société

### Démographie
| 1793  | 1800  | 1806  | 1821  | 1831  | 1836  | 1841  | 1846  | 1851  |
| ----- | ----- | ----- | ----- | ----- | ----- | ----- | ----- | ----- |
| 1 400 | 1 103 | 1 131 | 1 142 | 1 131 | 1 204 | 1 240 | 1 309 | 1 308 |

| 1856  | 1861  | 1866  | 1872  | 1876  | 1881  | 1886  | 1891  | 1896  |
| ----- | ----- | ----- | ----- | ----- | ----- | ----- | ----- | ----- |
| 1 326 | 1 295 | 1 276 | 1 300 | 1 256 | 1 195 | 1 247 | 1 256 | 1 209 |

| 1901  | 1906  | 1911  | 1921  | 1926 | 1931 | 1936 | 1946 | 1954 |
| ----- | ----- | ----- | ----- | ---- | ---- | ---- | ---- | ---- |
| 1 152 | 1 181 | 1 130 | 1 030 | 983  | 996  | 983  | 965  | 859  |

| 1962 | 1968 | 1975 | 1982  | 1990  | 1999  | 2006  | 2008  | 2013  |
| ---- | ---- | ---- | ----- | ----- | ----- | ----- | ----- | ----- |
| 832  | 793  | 928  | 1 171 | 1 333 | 1 371 | 1 501 | 1 538 | 1 520 |

| 2018  | 2022  | - | - | - | - | - | - | - |
| ----- | ----- | - | - | - | - | - | - | - |
| 1 512 | 1 500 | - | - | - | - | - | - | - |

### Sports
- Union Sportive Dammarie-Thivars
- Dammarie Rugby Club

## Économie

### Parc éolien
En 2016, six turbines Vestas V90/2000 d'une puissance de 2 MW chacune, ont été mises en service par la société EDRP sur la commune, développant une puissance totale de 12 MW.

## Culture locale et patrimoine

### Lieux et monuments

#### Église Notre-Dame
Une bulle du pape Eugène IV (1431-1447) en faveur de l'église de Dammarie, détruite par les guerres, mentionne en latin « cum parochialis ecclesia de Dampna Maria, causantibus sevis guerris que in illis partibus viguerunt, hostili incendio destructa existat ».
De 1836 à 1842, afin de faire passer l'ancienne route nationale 835 de Chartres à Orléans par Patay au milieu du bourg principal, le chevet qui prolongeait la grande nef est détruit, ainsi que la sacristie, reconstruite dans l'ancien cimetière côté sud.
L'église est également dédiée à sainte Anne, seconde patronne. Un vitrail du maître verrier Lorin de Chartres représente d'ailleurs, chacune dans une lancette, les deux patronnes dans la même verrière.

L'église Notre-Dame
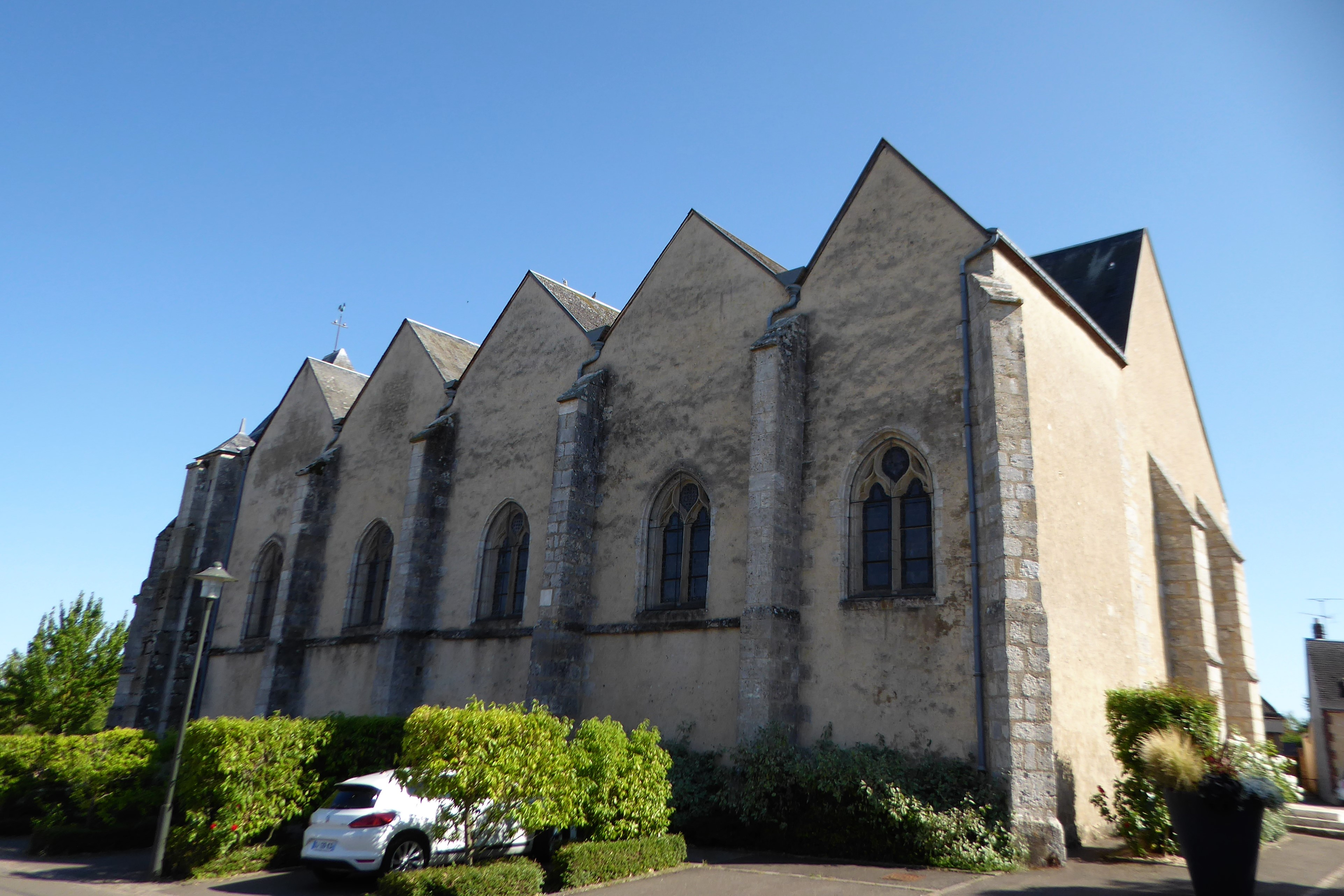
Mur nord et façade ouest.
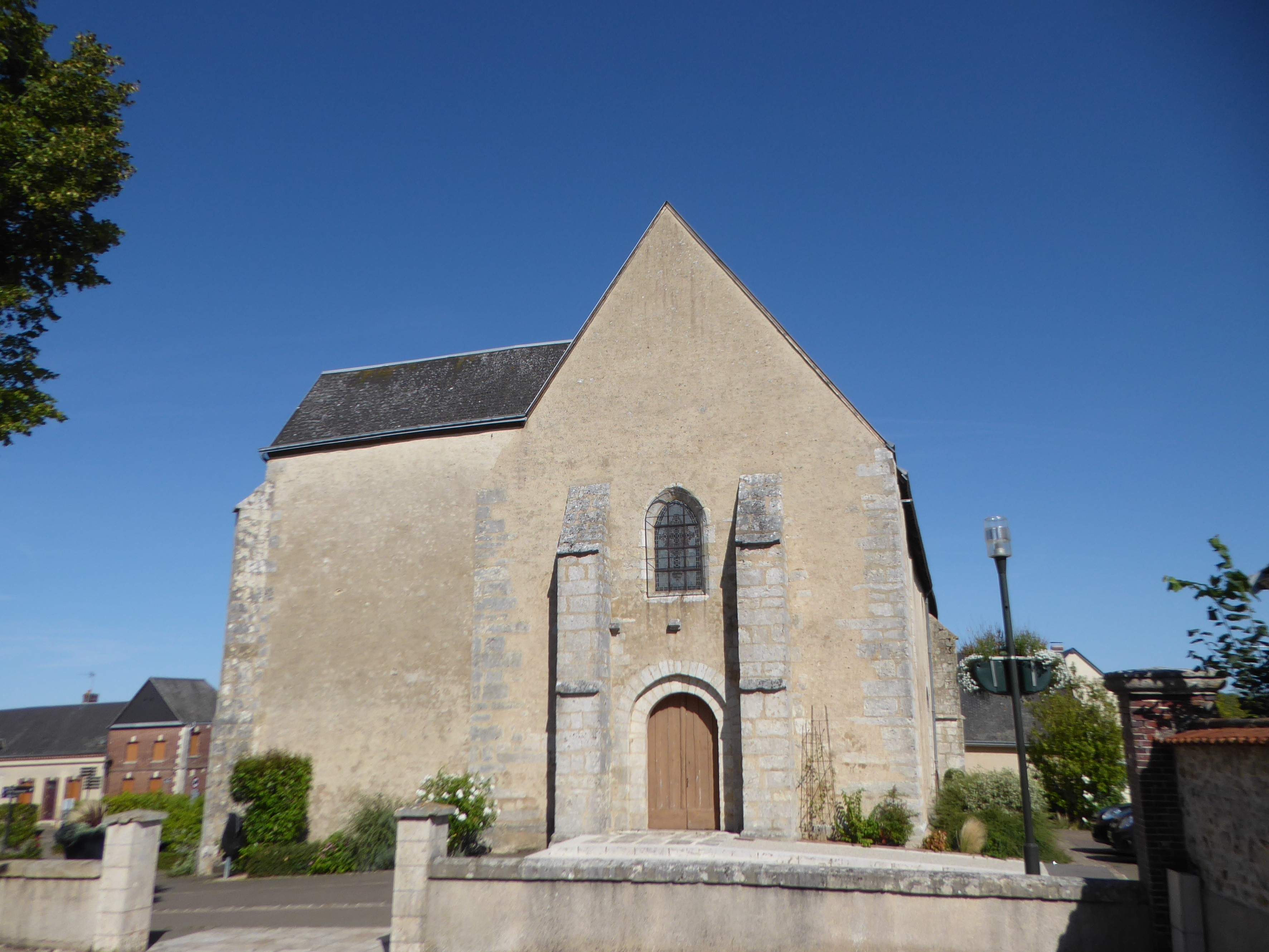
Façade ouest.
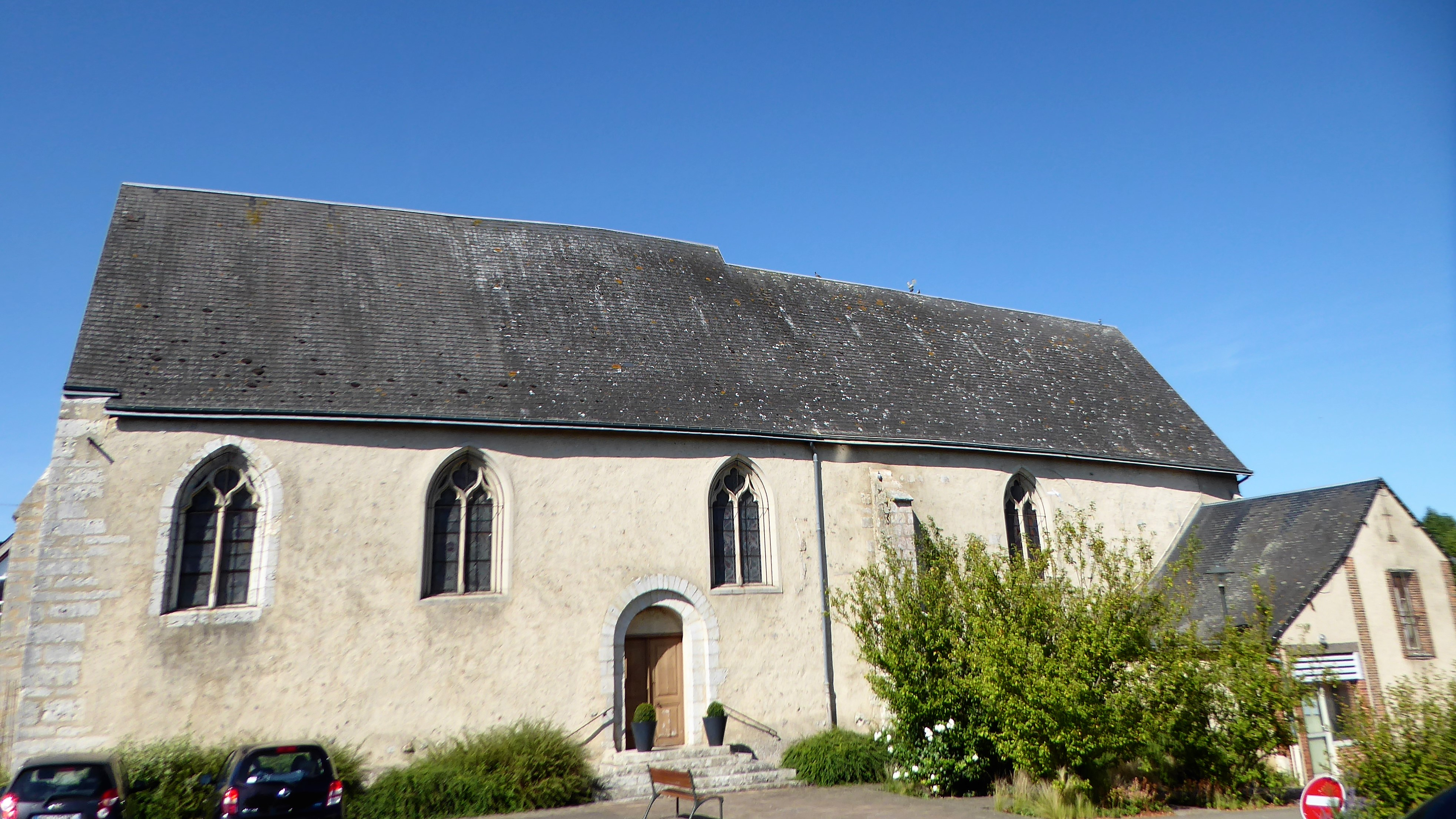
Mur sud et sacristie.

#### Autres lieux et monuments

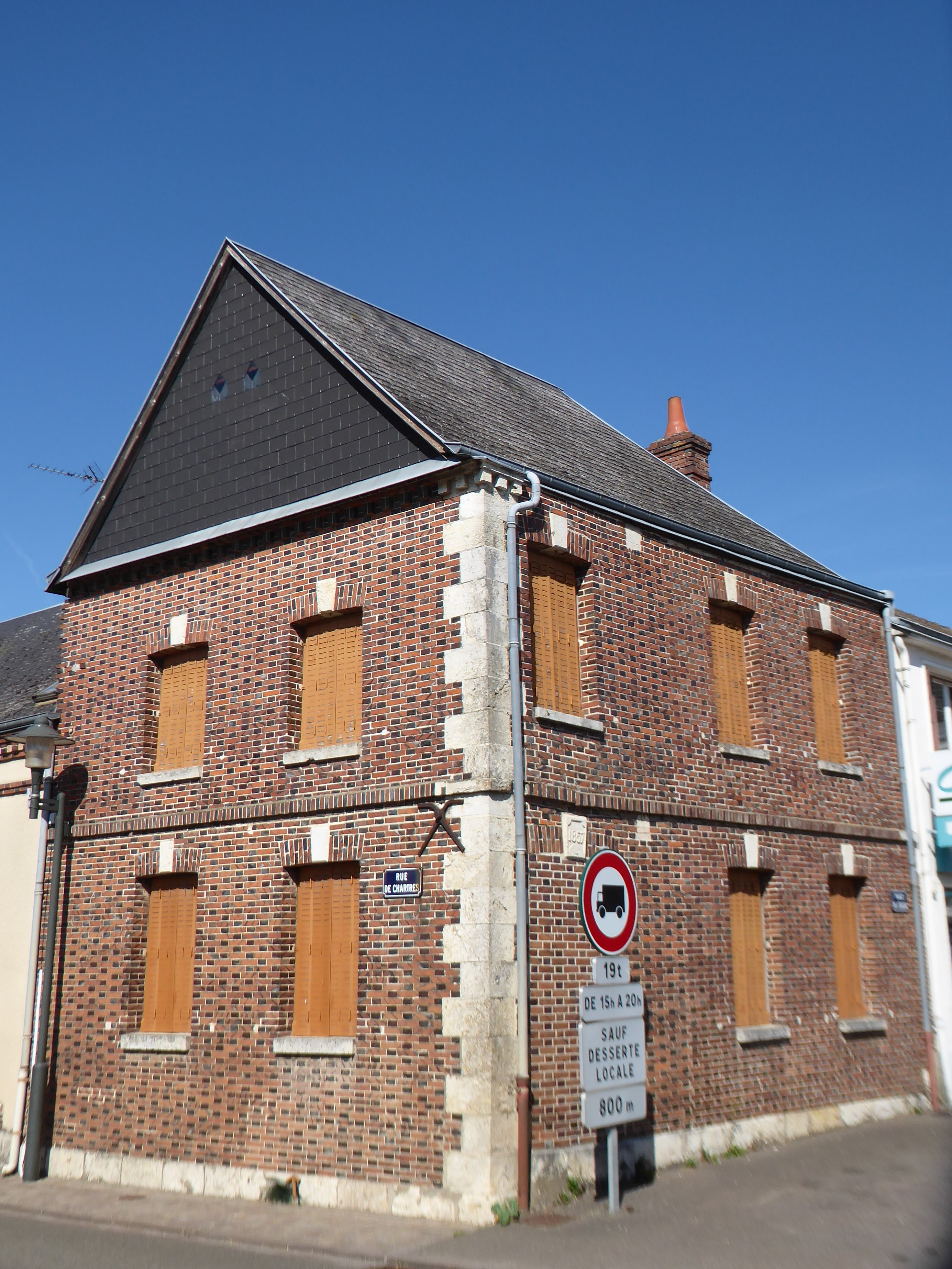
Maison de 1857.

- Maison de 1857, rue de Chartres, présentant un appareil de briques et de pierres.

### Blasonnement
|  | Les armoiries de Dammarie se blasonnent ainsi : Tranché ; au premier d’azur à la chemise de Marie d’or, au séquoia de sinople, aux trois filets accolés de gueules brochant sur la partition ; le tout sommé d’un chef de gueules chargé d’une couronne mariale de six étoiles d’or accostée de six épis de blé du même trois à dextre et trois à senestre. Adopté en janvier 1986 |